# 王祖耆
王祖耆（1927年11月—2025年7月2日），男，江苏无锡人，中华人民共和国微波电子学专家，交通大学肄业。曾任杭州电子工业学院院长。

## 生平
1927年11月，王祖耆出生于江苏无锡。1945至1948年，就读于上海交通大学电机系。1952年，获美国爱荷华大学电机系硕士学位，担任美国西北大学助教。1955年9月15日，在美国旧金山，与胡聿贤、戴月棣夫妇等中国留学人员，登上克利夫兰总统号邮轮回国。回到中国大陆后，王祖耆历任成都电讯工程学院教授、光电子系主任。1980年，作为7名骨干之一被派遣至杭州，历任杭州电子工业学院教授、副院长、院长，中国电子学会《微波》杂志主编等职。
2007年9月，受聘为杭州电子科技大学侨联留联会名誉主席。2025年7月5日18时15分在浙江省杭州市逝世。

## 家庭
- 夫人：沈学均（1933年—1994年），浙江湖州人，沈学汶胞妹，詹天佑三女詹顺带之女。曾在成都规划设计院、成都工学院和杭州大学工作。